# Mycoplasma hominis
Bakterien der Art Mycoplasma hominis sind zellwandlose Organismen, die sich aufgrund dieser Eigenschaft nicht nach Gram anfärben lassen. Das heißt, dass sie im mikroskopischen Bild gramnegativ erscheinen würden, auch wenn sie aufgrund ihrer Verwandtschaftsverhältnisse der Gruppe der grampositiven Bakterien zugerechnet werden müssten. Sie gehören als Kommensale zur Normalflora des Menschen, sind jedoch unter Umständen an der Entstehung von Erkrankungen wie der Urethritis (Harnröhrenentzündung) oder Zervizitis (Gebärmutterhalsentzündung) beteiligt. Synonym von Mycoplasma hominis ist die Bezeichnung Metamycoplasma hominis. Individuen der Art Mycoplasma hominis waren die ersten Mykoplasmen, die 1937 aus Menschen isoliert worden waren.

## Morphologie und Eigenschaften
Charakteristisch für Organismen der Art M. hominis ist das Fehlen jeglicher genetischer Information zur Ausbildung von Murein, dem Hauptbestandteil von Bakterienzellwänden, sie gehören somit der Klasse der Mollicutes an (übersetzt sich etwa als „Weichhäuter“). Dies hat zwei wesentliche relevante Auswirkungen: Erstens können Mykoplasmen nicht nach Gram eingeteilt werden, weil ihnen die Zellwand als Angriffspunkt für die Gramfärbung fehlt. Zweitens kann keines der Antibiotika zur Anwendung kommen, deren Wirkprinzip es ist die Bildung der Bakterienzellwand zu stören, was praktisch bedeutet, dass zum Beispiel Penicillin therapeutisch nicht genutzt werden kann. Das Fehlen der Zellwand hat dazu noch zur Folge, dass Mykoplasmen mit nur 0,3 – 0,8 µm kleiner als viele andere Bakterien sind und auch außergewöhnlich vielgestaltig wirken (pleomorph). Auch ist ihr Genom klein und kodiert nur für wenige Stoffwechselprozesse, Glykolyse zum Beispiel kann nicht zur Energiegewinnung herangezogen werden. Energie wird stattdessen aus Arginin und Thymidin gewonnen, sodass die Erreger darum auch nur in mäßiger Wachstumsgeschwindigkeit innerhalb von 12 – 48 Stunden auf Herz-Hirn-haltigen Nährmedien gedeihen (keine Routinemethode) und verhältnismäßig sensibel auf Umwelteinflüsse reagieren. Trotz der geringen Größe von M. hominis, kann der Erreger sich selbstständig vermehren und ist in dieser Hinsicht nicht parasitär auf fremde Zellen angewiesen. Dennoch handelt es sich um einen intrazellulären Erreger. Im elektronenmikroskopischen Bild imponieren Organismen der Spezies M. hominis kokkoid (rundlich), Lichtmikroskopie ist nicht möglich.

## Pathogenität
Anders als die bekannte Mykoplasmenart M. pneumoniae, die nicht zur Normalflora des Menschen gehört, kann M. hominis vielfach im Urogenitaltrakt gesunder Menschen nachgewiesen werden. Der Erreger ist als Kommensale des menschlichen Genitaltrakts, jedoch auch als potentielles Pathogen (Krankheitserreger) bekannt. Ausgelöste Krankheitsbilder können an unterschiedlichen Situs (Orten des Organismus) und in unterschiedlicher Schwere verlaufen. Insgesamt handelt es sich außerhalb des Urogenitaltrakts zwar um eher seltene Infektionsereignisse, doch sind zum Beispiel Endokarditiden (Herzklappenentzündungen), Abszesse, Entzündungen künstlicher Gelenke, Entzündungen der Hirnhäute (Meningitis) u. a. m. beschrieben worden. Liegen urogenitale Infektionen oder auch nur Besiedelungen vor, können diese im Rahmen von Geburtsvorgängen an Neugeborene übertragen werden. Bedeutung hat M. hominis auch in der Entstehung von Infertilität, u. a. da sich im Zervixkanal Entzündungen und Vernarbungen entwickeln können. Abgesehen von Erkrankungen der Harnwege und Geschlechtsorgane, sind Infektionen mit M. hominis häufiger mit eingeschränkter Immunkompetenz assoziiert. Dabei spielen die Lipoproteine der Oberfläche des Erregers eine große Rolle, sie interagieren direkt mit den Zellen des Wirts, zum Beispiel zum Zwecke des Anhaftens an Zielzellen oder zur Interaktion mit Immunzellen. Unklar ist, welche Inkubationszeiten den verschiedenen Krankheitsprozessen zugrunde liegen.

## Diagnostik
Je nach Fragestellung/Krankheitsbild sind unterschiedliche Untersuchungsgänge zur Diagnosefindung nötig. Die Kultur von M. hominis ist kein Routineprozedere und wird nicht standardmäßig durchgeführt, da sie mit höherem Aufwand verbunden ist. Es existieren schnellere und kostengünstigere Verfahren, wenn der alleinige Nachweis des Erregers gefragt ist. Der serologische Nachweis (also der Nachweis von Antikörpern) ergibt für M. hominis jedoch keinen Sinn, da der Erreger auch bei circa 20 % der Gesunden vorhanden ist. Nachweise müssen also direkt vom Ort der Infektion aus geführt werden, beispielsweise in Form eines Abstrichs, der einer PCR (Polymerasekettenreaktion) zugeführt wird. Auch Prostatasekret und Ejakulat sind geeignete Untersuchungsmaterialien. Besteht die Absicht einer quantitativen Analyse, kann jedoch nicht auf eine Kultur verzichtet werden. Dies kann der Unterscheidung von Besiedlung versus Infektion dienen, da Besiedelungen eher niedrigere Keimzahlen aufweisen. Da Mykoplasmen empfindliche Erreger sind, muss der Transport in das analysierende mikrobiologische Labor dann jedoch rasch erfolgen. Zudem muss der mäßigen Wachstumsgeschwindigkeit des Erregers Rechnung getragen und eventuell vorhandene Begleitflora unterdrückt werden. Große Teile der zum Beispiel in der Vagina vorkommenden Bakterien gedeihen schneller als Mykoplasmen und können durch Antibiotikazusätze im Wachstum gehemmt werden. Hierzu kann Penicillin angewandt werden, da es wie oben beschrieben, Mykoplasmen nicht schadet. Semiquantitative Komplettsysteme verschiedener Hersteller existieren.

## Therapie und Prävention
M. hominis ist primär resistent gegenüber Penicillin und Erythromycin. Teilweise entwickeln sich Resistenzen gegenüber Tetrazyklinen und Chinolonen. Nicht selten wird bei einfachen Infektionen dennoch zunächst ein Tetrazyklin verordnet und erst bei Unwirksamkeit ein anderes Antibiotikum verwendet. Bei schweren bzw. komplizierten Infektionen müssen unter Umständen mehrere Antibiotika gegeben und mit anderen Therapiemaßnahmen kombiniert werden (z. B. die Behandlung eines eventuell vorhandenen Grundleidens). Da M. hominis meist sexuell übertragen wird, kann (bei Geschlechtsverkehr an dem Männer beteiligt sind) durch den Gebrauch von Kondomen eine Risikoreduktion herbeigeführt werden. Da jedoch nicht alle Übertragungsmodalitäten bekannt sind, können unter Umständen auch nicht alle Übertragungen vermieden werden. Die Datenlage hierzu ist nicht einheitlich.